# Cyclosa yaginumai
Cyclosa yaginumai is een spinnensoort uit de familie wielwebspinnen (Araneidae).
De wetenschappelijke naam van de soort werd in 1998 gepubliceerd door Vivekanand Biswas & Dinendra Raychaudhuri.